# David Ackles
David Ackles (Rock Island, 20 febbraio 1937 – Los Angeles, 2 marzo 1999) è stato un cantautore e pianista statunitense. Sebbene non abbia mai ottenuto un ampio successo commerciale, ha influenzato altri artisti, in particolare cantautori britannici come Elvis Costello, Elton John e Phil Collins, i quali si sono dichiarati fan di Ackles. Dopo la morte di Ackles, Costello disse: «Per me è un mistero il motivo per cui le sue meravigliose canzoni non sono meglio conosciute».

## Biografia
Nato in Illinois, sua madre proveniva da una famiglia di artisti di music hall inglesi e suo padre era un musicista; la sua famiglia si trasferì nel sud della California e lui visse poi sempre a Los Angeles.
Da bambino recitò in sei degli otto film della serie di film per bambini Rusty della Columbia Pictures realizzati dal 1945 al 1949; interpretò il personaggio di "Peanuts" nel secondo film della serie (The Return of Rusty del 1946) e il ruolo non accreditato di Roger "Tuck" Worden negli ultimi cinque.
Con la sorella eseguiva duetti in stile vaudeville e poi folk.
Studiò letteratura inglese presso l'Università della California del Sud, trascorrendo anche un anno presso l'Università di Edimburgo. Conseguì anche un master in studi cinematografici presso la USC.
Dopo il college svolse diversi lavori e contemporaneamente compose e ideò musical, colonne sonore e pezzi corali.
Firmò un contratto come autore con l'Elektra Records per scrivere canzoni per altri artisti: poiché però nessuno tra i brani scritti sembrava adatto agli artisti sotto contratto con l'etichetta gli fu proposto di cantare direttamente le sue canzoni. Venne così pubblicato il suo primo album, l'omonimo David Ackles (1968), che però non ottenne successo commerciale neanche quando venne ristampato nel 1971 come The Road to Cairo, ma, insieme al successivo album del 1969, Subway to the Country, ebbe influenza invece tra i cantautori. Entrambi gli album contenevano canzoni che fondevano forti influenze teatrali con il rock basato sul pianoforte.
Nel 1972 pubblicò un terzo album, American Gothic, prodotto dal paroliere di Elton John, Bernie Taupin, che aveva conosciuto quando Ackles fu selezionato per suonare all'apertura del primo concerto americano di Elton John nel 1970 al Troubadour di Los Angeles. Taupin disse dello stile di Ackles che: «Non c'era niente di simile. È stato detto così tante volte, ma le sue cose erano un po' [come] Brecht e Weill. Erano molto diverse da quello che stavano facendo gli altri cantautori del periodo. C'era anche un aspetto oscurità, che ho davvero, davvero amato, perché era il tipo di materiale da cui ero attratto.»
Sebbene l'album sia stato registrato e mixato in circa due settimane, Ackles vi aveva lavorato per due anni sulla sua concezione e sugli arrangiamenti orchestrali. Dei quattro album di Ackles, è stato l'unico registrato in Inghilterra invece che in America. Usò musicisti della London Symphony e un coro di una banda dell'Esercito della Salvezza. La Elektra gli diede un budget importante per completare il progetto e lo pubblicizzò in anteprima come "album dell'anno". Le recensioni delle riviste specializzate furono entusiaste ma le vendite furono ancora una volta deludenti raggiungendo solo la posizione 167 nelle classifiche statunitensi.
Lasciò quindi la Elektra per passare con la CBS/Columbia Records; mentre cercava di realizzare un nuovo album, subì la pressione causata dalle entusiastiche recensioni per l'album precedente che era stato definito "una pietra miliare nel pop e uno studio sull'eccellenza" e "una nuova direzione nella musica pop" e che lui stesso era stato definito "'un artista importante il cui lavoro sfugge alla categorizzazione'"; decise di non lavorare nello studio di registrazione per produrre il nuovo album, Five and Dime, a casa sua con un registratore a quattro tracce. Il nuovo album però andò male; fu pubblicato solo negli Stati Uniti e la Columbia non finanziò un tour per promuoverlo. La Columbia non rinnovò poi il suo contratto e Ackles, interruppe per sempre la propria carriera musicale.
Nel 1973 si concentrò sull'adempimento del suo contratto editoriale con la Warner Bros., scrivendo canzoni su ordinazione per gli artisti della compagnia. Come era avvenuto ai primi tempi di Ackles con l'Elektra, nessuna delle canzoni fu registrata dagli artisti a cui era stata proposta. Lavorò a un musical e a sceneggiature restando nella casa che condivideva con sua moglie e suo figlio, un allevamento di cavalli di sei acri a Tujunga, vicino a Los Angeles. Riuscì a vendere alcune sceneggiature alla televisione come, ad esempio, Word of Honor (1981) con Karl Malden e Ron Silver.
Nel 1981 ebbe un incidente stradale e rischiò di perdere un braccio e passò poi sei mesi su una sedia a rotelle. Riuscì a riprendere a suonare il piano ma solo per brevi periodi per i dolori al braccio destro.
Negli anni ottanta tornò a lavorare alla USC prima come amministratore, poi come insegnante di teatro musicale. Nel 1997 diresse le produzioni di Good News e L'opera da tre soldi, e negli anni novante ha completato Sister Aimee, un musical basato sulla vita di Aimee Semple McPherson, che è stato rappresentato a Los Angeles nel 1995 e a Chicago nel 2004. Lui e Rob Dickins della Warner Music UK hanno discusso della registrazione di Sister Aimee.
Morì di cancro ai polmoni il 2 marzo 1999, all'età di 62 anni.

## Discografia

### Album in studio
- 1968 - David Ackles
- 1969 - Subway to the Country
- 1972 - American Gothic
- 1973 - Five & Dime